# Laurence Franceschini
Pour les articles homonymes, voir Franceschini.
Laurence Franceschini est une haut-fonctionnaire française, conseillère d'État et médiatrice du cinéma.

## Biographie
Laurence Franceschini est médiatrice du cinéma depuis 2015 et présidente du conseil d'administration de l'Institut national d'histoire de l'art depuis 2016.
Elle préside la Commission paritaire des publications et des agences de presse (CPPAP). En janvier 2023, le juge des référés du tribunal administratif de Paris ordonne à la CPPAP de rendre à FranceSoir, au moins provisoirement son agrément. Il estime que « la CPPAP n’aurait pas statué en toute impartialité », et que cela est propre à créer « un doute sérieux sur la légalité de la décision »,,. Sans nommer Laurence Franceschini, l’ordonnance relève qu’un membre de l’organisme se serait exprimé publiquement et préalablement à la décision.
En 2021, le ministère de la Culture lui commande un rapport sur les mutations de la filière photographique afin d’envisager les renforcements nécessaires pour accompagner les professionnels de ce secteur. Elle le rend en mars 2022

## Distinctions
- Officière de l'ordre national du Mérite (2012)
- Officière de la Légion d'honneur (2023)[6], chevalière (2008)[7]

## Publications
- La régulation audiovisuelle en France, Presses universitaires de France, coll. « Que sais-je ? », 1995, 127 p..
- avec Camille Broyelle, Droit de la régulation audiovisuelle, LGDJ, coll. « Systèmes », 2020, 198 p. (ISBN 9782275052298).